# Dianthus imereticus
Dianthus imereticus är en nejlikväxtart som först beskrevs av Franz Josef Ivanovich Ruprecht, och fick sitt nu gällande namn av Boris Konstantinovich Schischkin. Dianthus imereticus ingår i släktet nejlikor, och familjen nejlikväxter. Inga underarter finns listade i Catalogue of Life.